# Katsura (växt)
Katsura (Cercidiphyllum japonicum) är en katsuraväxtart som beskrevs av Philipp Franz von Siebold och Zucc.. Katsura ingår i släktet katsuror, och familjen katsuraväxter. Inga underarter finns listade i Catalogue of Life.
Arten är ett upp till 20 meter högt träd som i sällsynta fall blir högre. Ett exemplar har ofta flera stammar. Bladen är runda eller liknar ett hjärta i formen. Under hösten har löven en doft som liknar pepparkakornas doft. Katsura utvecklar 2,5 cm långa baljkapslar.
Utbredningsområdet sträcker sig över centrala och östra Kina (provinserna Zhejiang, Sichuan, Shanxi, Shaanxi, Jiangxi, Hunan, Hubei, Henan, Gansu, Anhui och Yunnan) samt över Japan. Arten växer i kulliga områden och i bergstrakter mellan 600 och 2700 meter över havet. Katsura ingår i tempererade lövfällande skogar som ofta ligger nära vattendrag. I Japan hittas den ofta tillsammans med Fraxinus platypoda och Pterocarya rhoifolia.
Arten blommar under våren och trädets frön har små vingar så att de sprids med vinden. Dessa frön behöver solsken för att utvecklas. Trädet kan leva flera hundra år.
Katsurans trä används för olika föremål och andra delar av trädet brukas i den traditionella medicinen. Fröns låga förmåga att utveckla sig kan påverka beståndet negativt. Vattendragens omvandling till kanaler kan i Japan hota lokala populationer. Arten har fortfarande en stor utbredning. Den listas av IUCN som livskraftig (LC).

## Bildgalleri

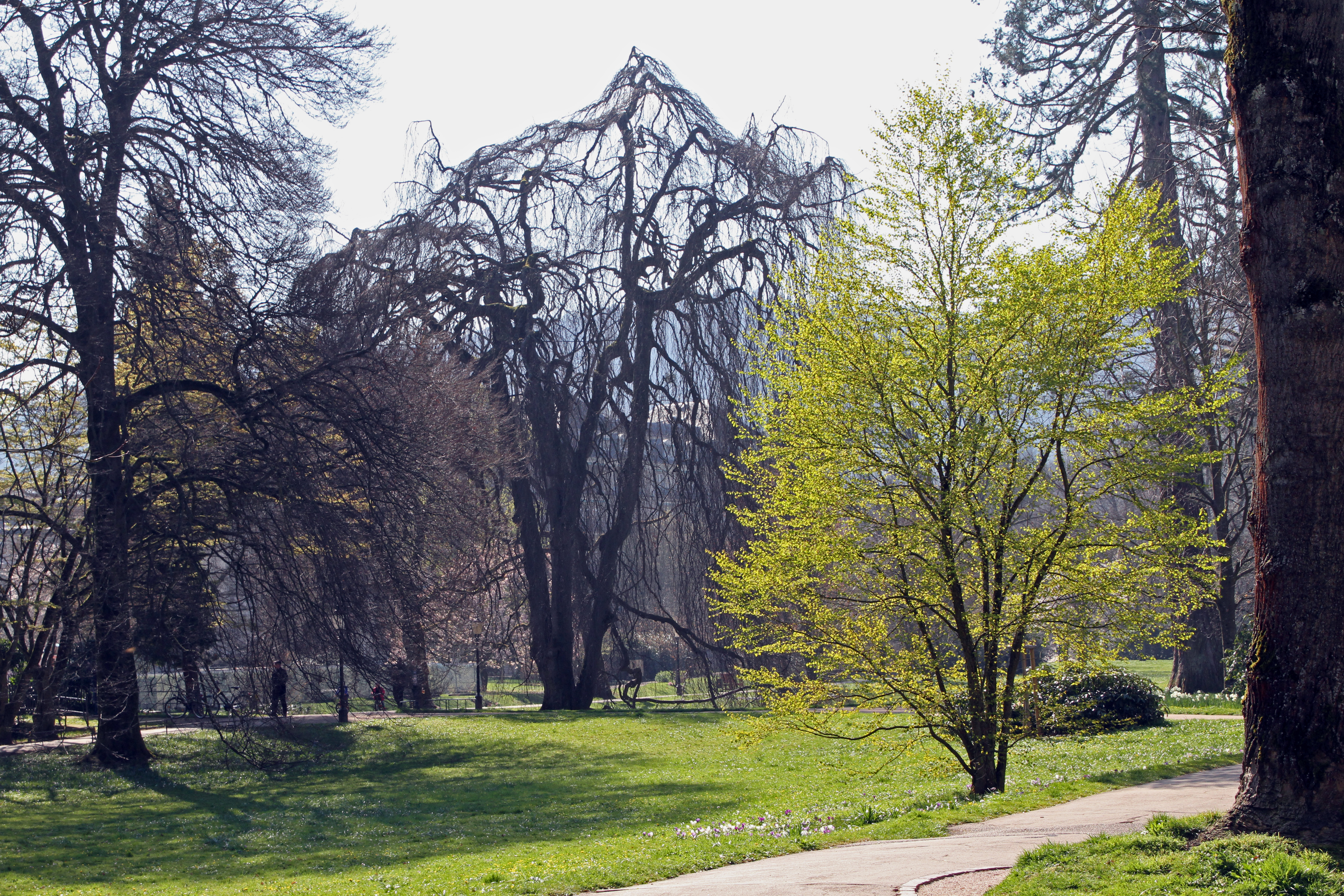
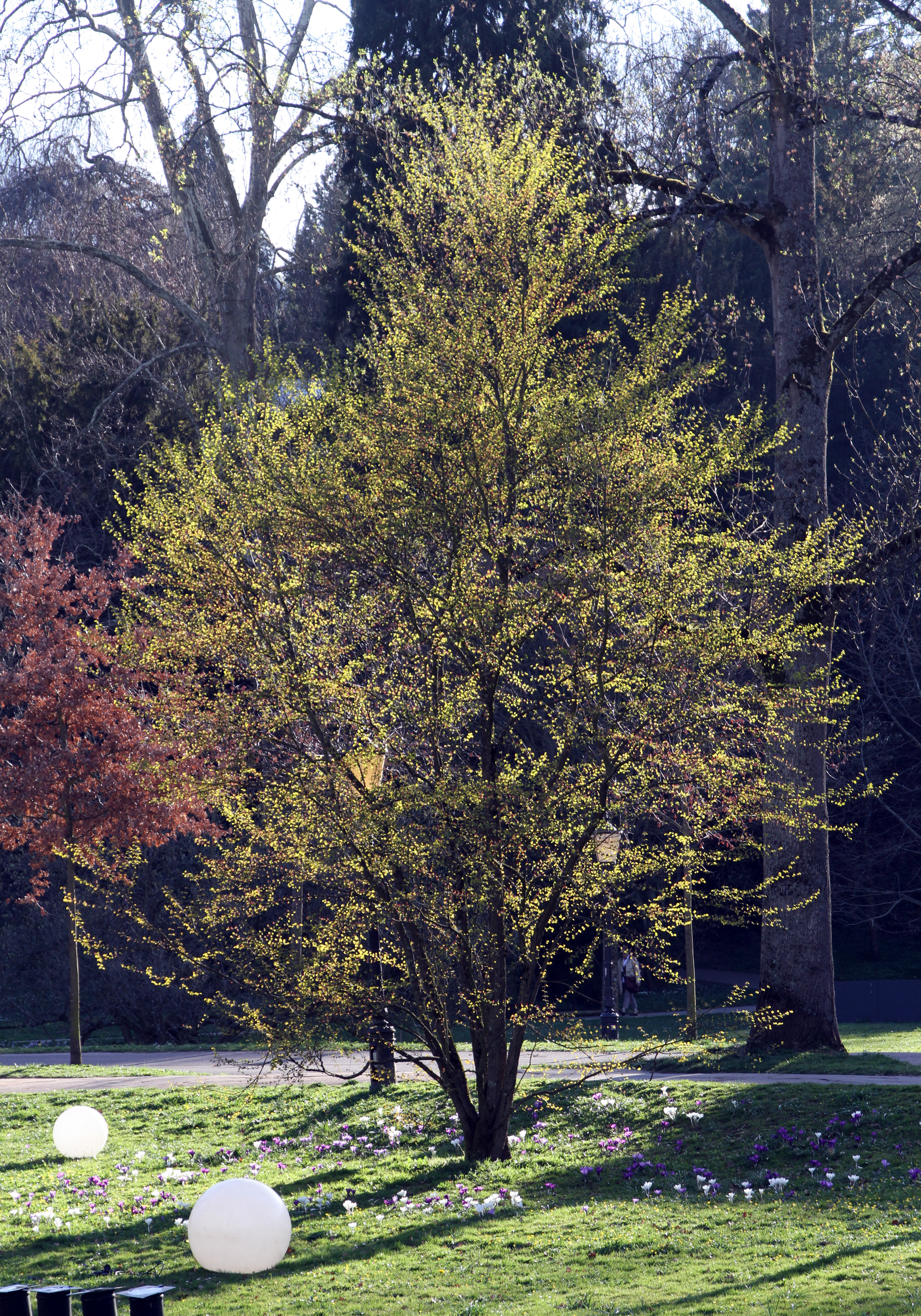
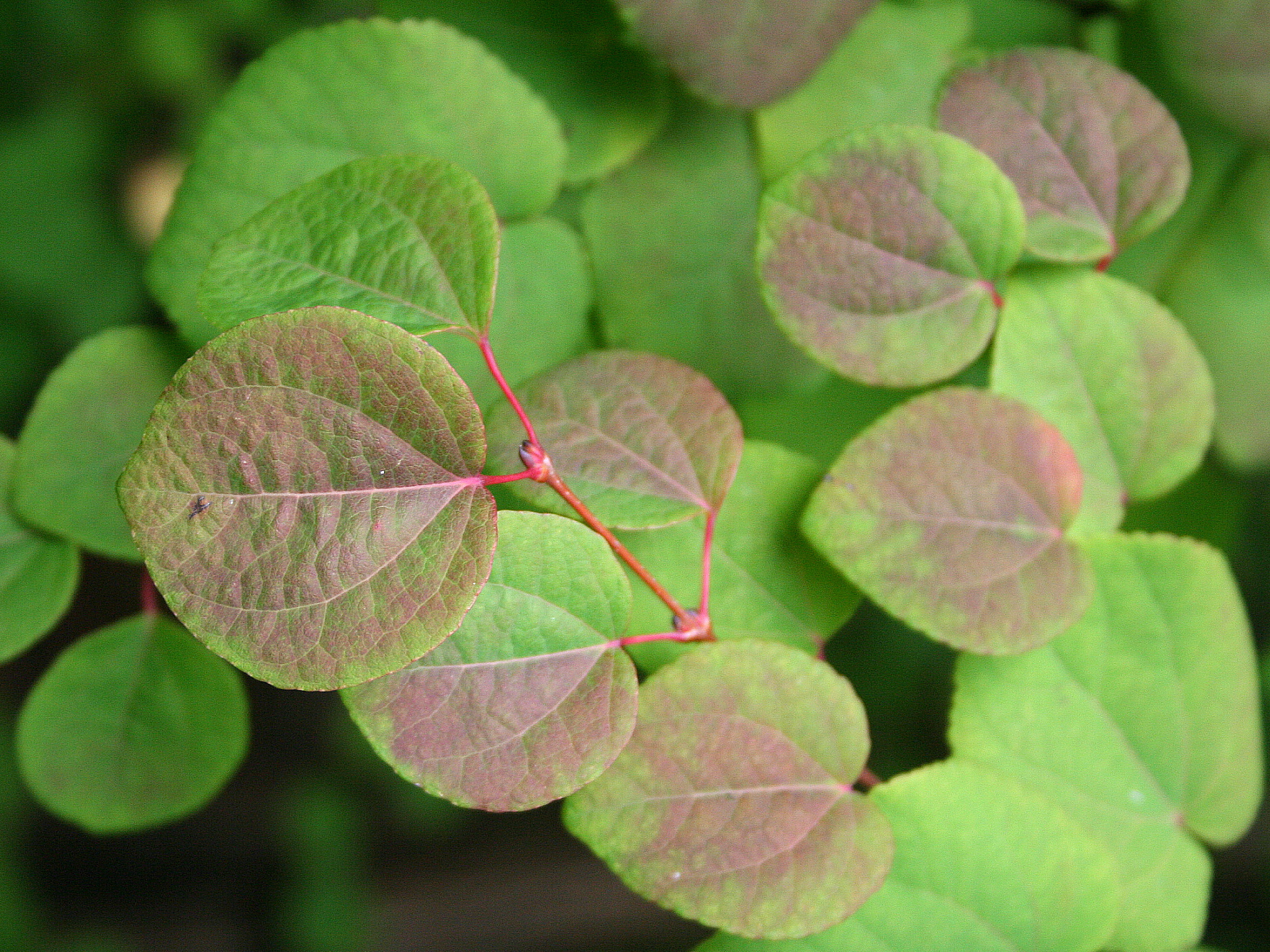
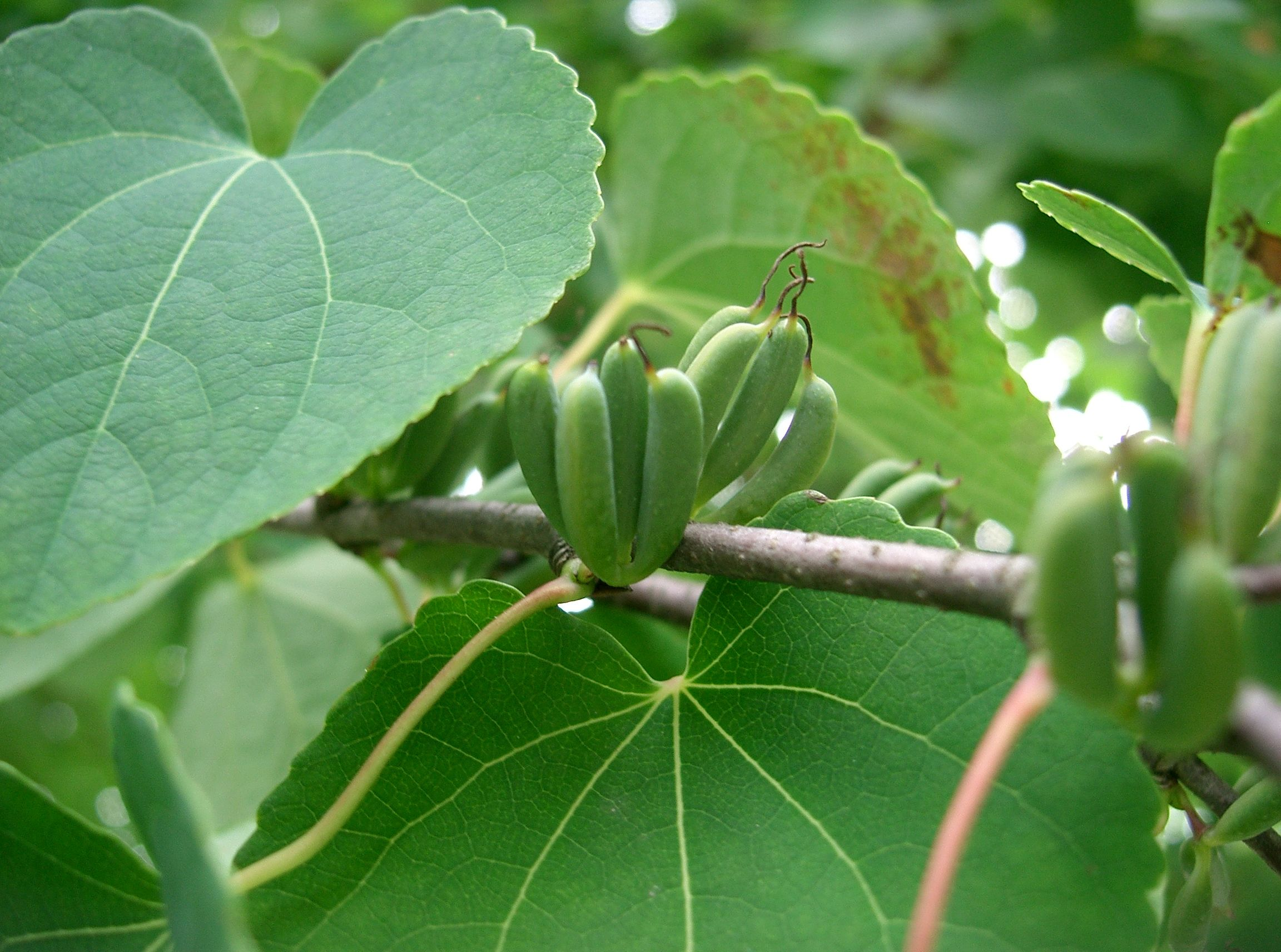
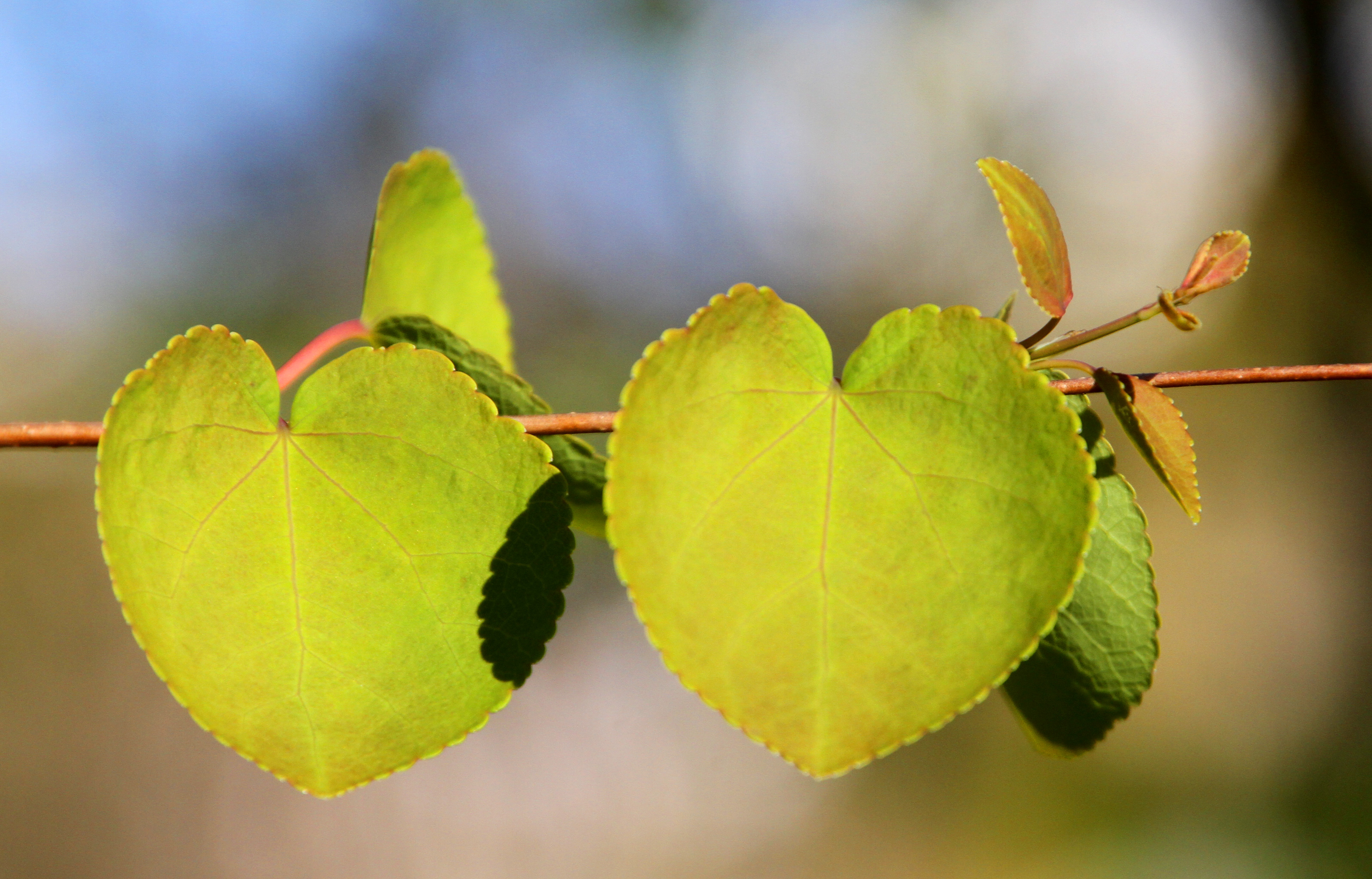
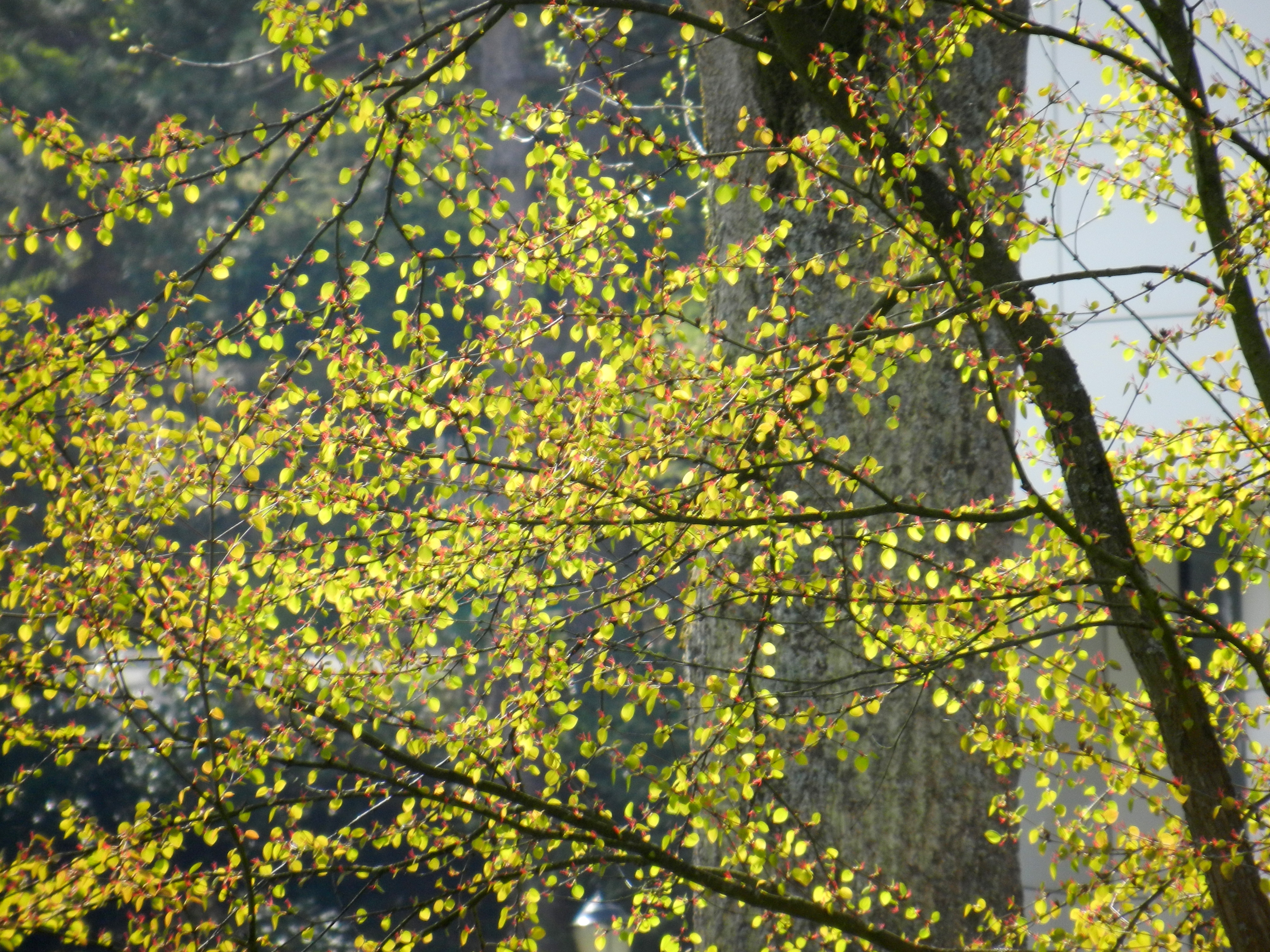
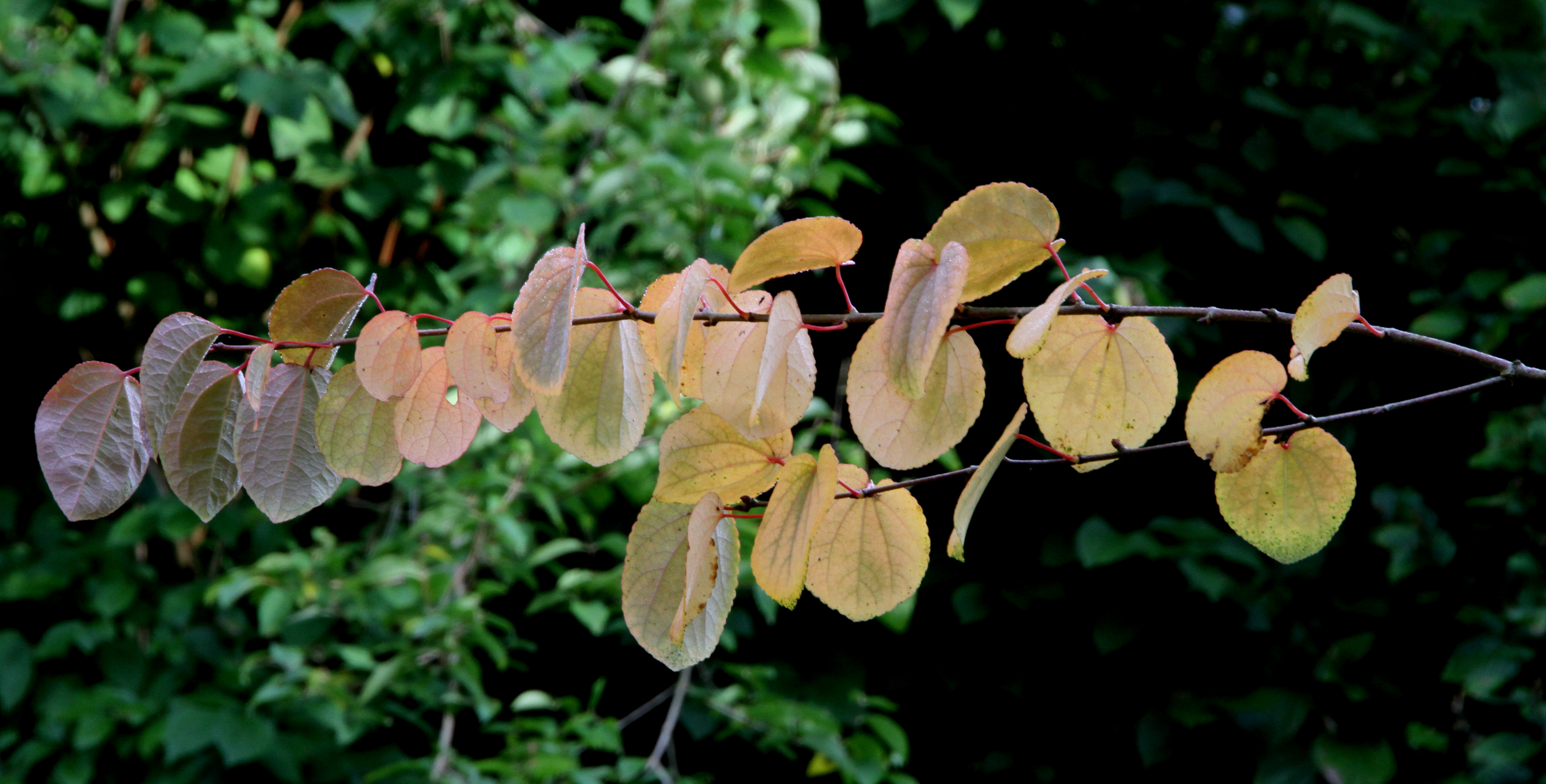
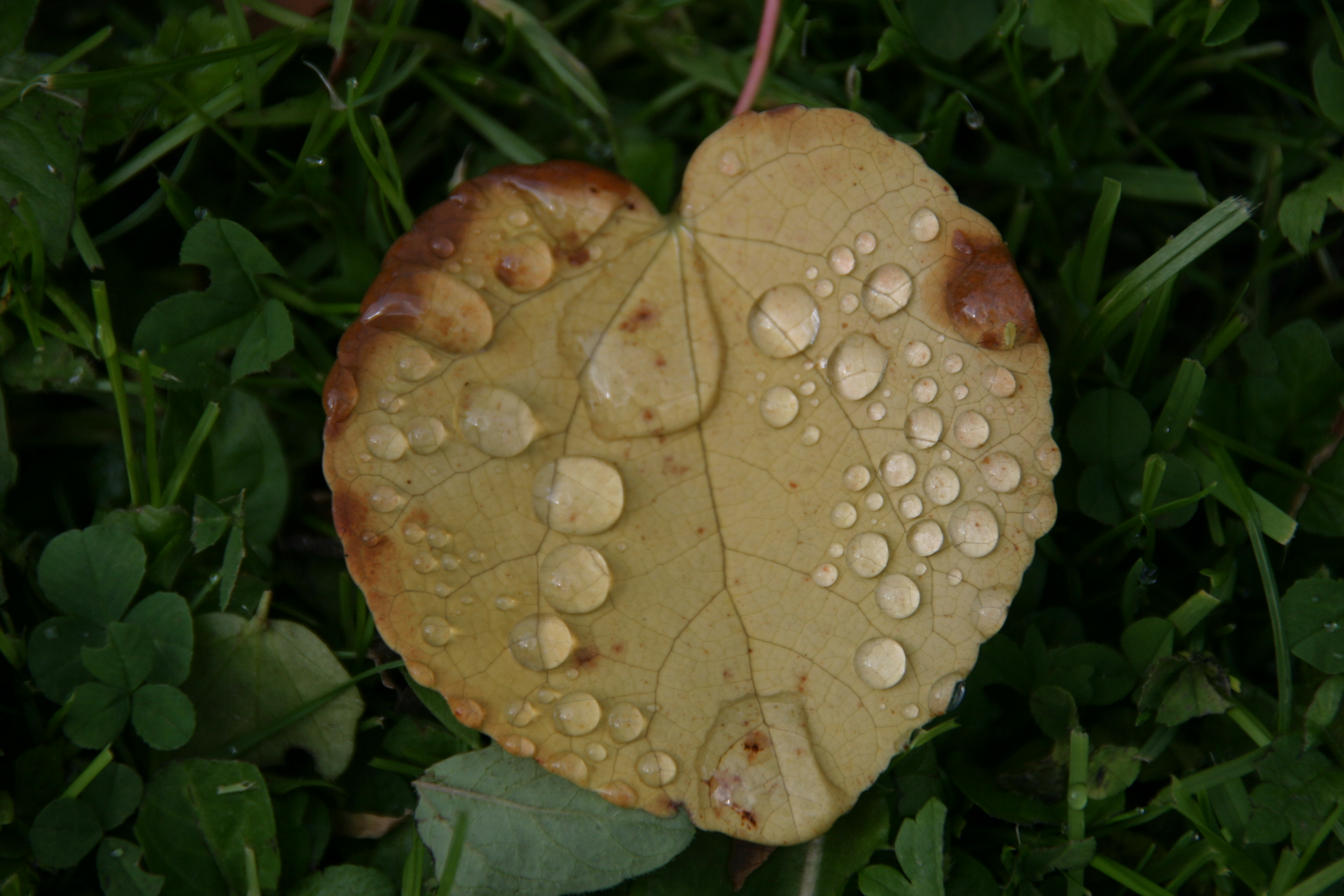